# Morton Green
Pour les articles homonymes, voir Green.
Morton Green est un paléontologue américain, né le 25 octobre 1917 à Brooklyn et mort le 23 septembre 2003.
Il est le fils de Leon Green et Nessa née Lackow. Il étudie à Brooklyn et enseigne la paléontologie des vertébrés durant 45 ans. Il se marie avec Elizabeth A. Griffith le 6 juin 1946.